# نبرد سونگجو (۱۵۹۲)
نبرد سونگجو (انگلیسی: Battle of Sangju) یکی از نبردها در تهاجم ژاپن به کره بود.